# NGC 3558
NGC 3558 is een elliptisch sterrenstelsel in het sterrenbeeld Grote Beer. Het hemelobject werd op 15 april 1866 ontdekt door de Duits-Deense astronoom Heinrich Louis d'Arrest.

## Synoniemen
- MCG 5-27-8
- MK 422
- ZWG 155.89
- ZWG 156.10
- DRCG 23-16
- PGC 33960